# 恵那市の寒天料理
寒天料理（かんてんりょうり）は、文字通り寒天を主原料にした料理のことであるが、ここでは、岐阜県恵那市（旧山岡町）周辺で町おこしのために発案された寒天料理を紹介する。

## 概要
当該地域は寒暖の差が激しく、寒天作りが盛んであり、特に天然細寒天の生産量は日本一である。その寒天の消費拡大を図るべく、様々な寒天料理が考え出された。

## 主なメニュー
- 寒天ゼリー
- 寒天ラーメン
- 寒天うどん
- 寒天スパゲッティ
- 寒天ヨーグルト
- 寒天海苔巻き
- 寒天蒟蒻麺
- クールスカイ（つぶつぶの寒天入りドリンク飲料）

## 代表的な店
- ヘルシーハウス山岡
- カフェラウンジ・スカイル
- 山岡滝温泉

## その他
- 明知鉄道明知線で運転される「ヘルシートレイン」は、車内で寒天料理を食べながら車窓の風景を楽しむことができる名物列車である。これは、同線に山岡駅があるために企画されたものである。